# Thomas Gordon Hartley
Thomas Gordon Hartley ( 1931 , Beaumont, Texas - ) es un botánico estadounidense.

## Biografía
En 1955, Hartley se gradúa en Botánica con el Bachelor of Science en la Universidad de Wisconsin–Eau Claire. Y en 1957 recibe su Master of Science y en 1962 su Ph.D. en la Universidad de Iowa.
De 1961 a 1965 realiza expediciones de la CSIRO a Nueva Guinea para el estudio de fitoquímicos. De 1965 a 1971 fue curador asociado del Arnold Arboretum de la Harvard University, de Cambridge, Massachusetts.
Desde 1971 es Investigador Senior del CSIRO Plant Industry, en Canberra, Australia.
Se hizo notable por sus estudios de la familia Rutaceae; describiendo varias nuevas taxas y géneros de Papúa Nueva Guinea, Nueva Caledonia, Australia, Península Malaya como Maclurodendron y Neoschmidia; y escribiendo revisiones sobre los géneros Zanthoxylum, y Acronychia.
En 1989, él y Benjamin C. Stone hacen la mayor revisión de los géneros Melicope y Pelea, cuando sinonimizan el genus Pelea con Melicope.

## Algunas publicaciones
- 1962. The flora of the "Driftless area." Ed. University of Iowa. 1.864 pp.
- 1966. The flora of the driftless area. Volumen 21, N.º 1 de University of Iowa studies in natural history. 174 pp.
- 1966. A revision of the Malesian species of Zanthoxylum (Rutaceae)
- 1967. A revision of the genus Lunasia (Rutaceae)
- 1969. A revision of the genus Flindersia (Rutaceae). 46 pp.
- 1970. Additional notes on the Malesian species of Zanthoxylum (Rutaceae)
- 1973. A provisional key and enumeration of species of Syzygium (Myrtaceae) from Papuasia. 68 pp.
- 1974. A revision of the genus Acronychia (Rutaceae)
- 1975. Additional notes on the genus Flindersia (Rutaceae)
- 1975. A new species of Zanthoxylum (Rutaceae) from New Guinea
- 1977. A revision of the genus Acradenia (Rutaceae)
- 1977. A revision of the genus Bosistoa (Rutaceae)
- 1989. (con B.C.Stone): Reduction of Pelea with new combinations in Melicope (Rutaceae). Taxon 38: 119–23
- 2001. Allertonia. On the taxonomy and biogeography of Euodia and Melicope (Rutaceae)

- La abreviatura «T.G.Hartley» se emplea para indicar a Thomas Gordon Hartley como autoridad en la descripción y clasificación científica de los vegetales.[1]